# La Permission de dix heures
La Permission de dix heures (títol original en francès) és una òpera en un acte composta el 1866 per Jacques Offenbach sobre un llibret en francès de Mélesville i Pierre Carmouche. Es va estrenar el 9 de juliol de 1867 al Théâtre du Palais-Royal de París.